# Молва (приток Прони)
Молва — река в России, протекает по Рязанской области. Правый приток Прони. Длина реки составляет 31 км. Площадь водосборного бассейна — 260 км².

## География
Река Молва берёт начало у села Вердерево. Течёт на северо-восток. На реке расположены населённые пункты Ерлино Выселки, Владимировка, Аманово, Мурзинка, Моловка, Рябиновка и Волконка. Устье реки находится у деревни Волконка в 95 км по правому берегу реки Проня.
Основной правый приток — река Марьинка (7,5 км от устья).

## Данные водного реестра
По данным государственного водного реестра России относится к Окскому бассейновому округу, водохозяйственный участок реки — Проня от истока и до устья, речной подбассейн реки — Бассейны притоков Оки до впадения Мокши. Речной бассейн реки — Ока.
Код объекта в государственном водном реестре — 09010102112110000025431.